# Santa Coloma de Farners
Santa Coloma de Farners è un comune spagnolo di 11 739 abitanti situato nella comunità autonoma della Catalogna, capoluogo della comarca della Selva.